# Joan Petit i Aguilar
|  | Aquest article tracta sobre el lingüista. Vegeu-ne altres significats a «Joan Petit». |

Joan Petit i Aguilar (Sant Feliu de Codines, Vallès Oriental 1752 – 1829) fou un gramàtic català, metge de poble. Fou una persona amb moltes inquietuds culturals i polítiques i destaca per ser el segon autor català que va escriure un tractat gramatical de la llengua catalana. El primer en fer-ho fou Josep Ullastre el 1743 tot i que la seva gramàtica no s'arribà a publicar i és possible que Joan Petit no en fos coneixedor. El tercer fou Antoni Febrer i Cardona, el 1804.

## Biografia
Joan Petit és fill d'una família de metges, de fet, tant el seu besavi, el seu avi, com el pare es van dedicar a la medicina, una llarga tradició dedicada aquest ofici que s'allargarà fins al seu rebesnét. Va obtenir el títol de llicenciat i doctor en medicina per la Universitat de Cervera el 1775 i més tard es casà amb Teresa Teixidor de Mataró. Es dedicà tota la seva vida a la medicina i, tot i que es coneixen pocs detalls de la seva vida, la seva obra ens indica que va ser una persona amb inquietuds literàries, científiques i polítiques.

## Obra

### LaGramàtica catalana predispositiva per a la més fàcil intel·ligència de l'espanyola i llatina
No fou habitual que al llarg de la història s'escrivissin gramàtiques catalanes, per això, la de Joan Petit Aguilar pren especial importància. La realitat que vivia la llengua catalana en aquella època fou el motiu pel qual es va sentir amb la necessitat d'escriure una gramàtica catalana. El català era una llengua viva, utilitzada en activitats i comunicacions de la vida diària, en documents varis. Un altre dels motius pel qual sorgeix la necessitat d'escriure la gramàtica és que en el segle xviii es considerava convenient ensenyar els infants la gramàtica de la pròpia llengua.
Durant el segle xviii es produeix un augment del prestigi de les llengües vulgars en detriment del llatí que fa que es comenci a ensenyar la gramàtica de les llengües vernacles, que fins al moment es veien innecessàries perquè la gramàtica era percebuda com a fàcil i natural pels mateixos parlants de les llengües en qüestió. Petit, va voler ensenyar la gramàtica als seus fills i, de fet, en el segle xviii era habitual que els pares es cuidessin de la primera educació dels seus fills. La gramàtica que va elaborar s'ha d'entendre destinada a l'escola del segle xviii i no tant enfocada al món intel·lectual i acadèmic; però queda palès que per ell no fou una qüestió inerta i ho demostra el fet que, passats uns anys, la va revisar amb la finalitat de lliurar-la a la Reial Acadèmia de Bones Lletres.
No es pot deslligar la gramàtica de Petit de l'escola catalana de l'època, atès que respon a quelcom natural, a les necessitats del moment. En aquest sentit, cal destacar que presenta referències clares a l'ensenyament dels més petits i confirma que els mestres ensenyaven a escriure català. El seu treball té semblances amb el treball de Baldiri Reixach (1703–1781), Instruccions per a l'ensenyança de minyons (1749). La gramàtica que va confeccionar és exhaustiva; és una obra que pretén ensenyar la llengua, i no tant a descriure-la.

Ja en el pròleg i, dirigint-se als seus fills, deixa veure com n'era per ell d'important la gramàtica de la seva llengua, el català; agafant d'exemple el que, en aquell moment, es deia de la gramàtica castellana: 
| « | Môlts dubtaran que sia necessària la Gramàtica per la pròpia Llengua., aparexènd-los que basta lo ús. Nò hu pensaban així els Grègs ni el Romans; pux, nò obstant de que pera èlls èran tan comunes la Llengua Grèga, y Llatina com per nosaltres la Castellana, tenían Gramáticas, y Escolas, pera estudiar-las. Coneixían la utilidad, y necesidad del ús; però coneixían també que convenía perfeccionar-lo ab lo Art. Lo matèx debem nosaltres pensar de nostra Llengua, en la qual trobem que observar cade die coses noves per medi de la Gramática… | » |

Considera que la llengua castellana i catalana són filles bessones de la llengua llatina, nascudes alhora dins del mateix regne. Per tant, la seva obra es va emmirallar a la gramàtica castellana, que ell admirava.

### Altres obres
Joan Petit també escrigué altres obres de caràcter filològic com Dicciologia catalana o el Diccionari poètic català, un diccionari de rima en què els mots amb la mateixa terminació estan ordenats alfabèticament. Aquest es tracta d'un dels primers diccionaris de rima amb certa consistència elaborat al llarg del segle xviii. També va escriure Ortografia catalana, un manuscrit perdut, que podria tractar-se d'un esbós d'un dels capítols de la Gramàtica. Quant a l'obra literària, el metge vallesà va publicar una passió, una representació teatral que portava per títol Redempció del llinatge humà o Representació de la gran tragèdia de la passió i mort de Jesucrist.
Finalment, entre les seves obres mèdiques, hi ha notícia de dues memòries mèdiques en castellà que no s'han conservat: Reparo á las malas calidades, que la academia médico-práctica de Barcelona atribuye al yeso parrell i una altra memòria sobre com guarir la malaltia del trismus nascentium (afecció coneguda actualment com a tètanus neonatal).

## Llegat
Actualment, Joan Petit és conegut sobretot per ser l'autor de la segona gramàtica coneguda de la llengua catalana. En aquest sentit, el lingüista Jordi Ginebra i Serrabou li dedicà la tesi doctoral, dirigida per Joan Solà i Cortassa, el 1991, i n'estudià i edità la Gramàtica catalana predispositiva per a la més fàcil intel·ligència de l'espanyola i llatina (1796–1829), una investigació publicada més tard per l'Institut d'Estudis Catalans.
Des de la seva inauguració el 2007, la biblioteca municipal de Sant Feliu de Codines porta el nom del seu fill il·lustre, Joan Petit Aguilar.